# Chitik
Chitik är en ort i Mexiko.   Den ligger i kommunen Chalchihuitán och delstaten Chiapas, i den sydöstra delen av landet, 700 km öster om huvudstaden Mexico City. Chitik ligger 1 542 meter över havet och antalet invånare är 149.
Terrängen runt Chitik är kuperad österut, men västerut är den bergig. Runt Chitik är det ganska tätbefolkat, med 134 invånare per kvadratkilometer. Närmaste större samhälle är Simojovel de Allende, 19,5 km nordväst om Chitik. Omgivningarna runt Chitik är en mosaik av jordbruksmark och naturlig växtlighet.